# Kükels
Kükels là một đô thị ở huyện Segeberg, bang Schleswig-Holstein Segeberg, ở bang Schleswig-Holstein, Đức. Đô thị Kükels có diện tích 8,45 km², dân số thời điểm ngày 31 tháng 12 năm 2006 là 437 người.